# Studsgård
Studsgård er en landsby i Midtjylland med 434 indbyggere  (2024). Studsgård er beliggende i Studsgård Sogn otte kilometer syd for Herning og otte kilometer nord for Kibæk. Byen tilhører Herning Kommune og er beliggende i Region Midtjylland.
Studsgård Kirke ligger nær byen; Studsgård Friskole er placeret midt i byen, umiddelbart ved Studsgård Minihal. Byen har hele 14 foreninger, hvilket er meget sigende for byens ånd. Den årlige byfest er et sikkert samlingspunkt for byens borgere.
Det tidligere Studsgård Gymnastik- og Idrætsforening var byens gymnastik- og idrætsforening, som har aktiviteter indenfor gymnastik, badminton og fodbold. I forbindelse med foreningens 100 års jubilæum i 2018. besøgte de daværende danske mestre i fodbold, FC Midtjylland, foreningen. Hvor der blev hygget med klubbens børne og ungdoms hold. Sluttede af med en opvisningskamp mellem de 2 klubbers førstehold, resultatet blev 8-18 til gæsterne.
Fusionen af Studsgård Borgerforening, Studsgård Gymnastik- og Idrætsforening og Studsgård Støtteforening skete 9. februar 2025. Efter fusionen er navnet Studsgård Sport & Kultur.

## Billedgalleri
- Momhøjvej
- Snejbjergvej
- Studsgård Station
- Studsgård Friskole
- Studsgård Kirke
- Studsgård Kirke